# Macrospina caboverdiana
Macrospina caboverdiana là một loài bọ cánh cứng trong họ Cerambycidae. Loài này được Mateu miêu tả khoa học lần đầu tiên năm 1956.